# 克孜勒奧爾達州
克孜勒奧爾達州是哈薩克斯坦的一個州份，西臨鹹海，南鄰烏茲別克。錫爾河橫貫州境。面積226,000平方公里。人口612,000人（2005年資料）。首府克孜勒奧爾達。俄羅斯重要的太空中心拜科努爾航天發射場位於州內中部。

## 外部連結
- 官方網站 （页面存档备份，存于）